# Hanonia
Die Hanonia war ein estnisches Frachtschiff, das im Zweiten Weltkrieg von der deutschen Kriegsmarine zum Minenschiff umgebaut und als solches eingesetzt wurde.

## Frachter
Das 1781 BRT große Schiff lief im Oktober 1900 mit der Baunummer 208 bei der Werft Grangemouth Dockyard in Grangemouth, Schottland, für die Kertch Metallurgical & Mining Co. in Kertsch vom Stapel und erhielt den Namen Alexei Gorianow. Das Schiff war 85,1 m lang und 12,9 m breit und hatte 5,1 m Tiefgang. Zwei Kessel und eine Dreifach-Expansions-Dampfmaschine von 1000 PS erlaubten eine Geschwindigkeit von 6 Knoten.
Das Schiff wechselte in den folgenden 40 Jahren mehrfach seinen Besitzer. Schon 1904 wurde es an die Rederi AB Henckei in Helsingborg verkauft und in Drott umbenannt. 1916 wurde es an die Rederi AB Väring in Helsingborg verkauft, aber bereits 1917 weiterverkauft an die Angfartygs AB Tirfing in Göteborg, für die es unter dem Namen Småland fuhr. 1923 erfolgte ein erneuter Verkauf an die Rederi AB Naparima in Stockholm und die Umbenennung in Hanö. 1925 übernahm die Reederei S. N. Nilsson das Schiff, 1929 kam es zur Reederei C. Lundquist. Im Jahre 1934 wurde das Schiff nach Finnland an die Rederi AB Hanö in Helsinki verkauft. Am 6. Juni 1939 schließlich wurde es von der Partenreederei Hanonia in Kuressaare, Estland, gekauft, die es am 2. August 1939 in Hanonia umbenannte.

## Minenschiff
Am 24. September 1939 wurde das Schiff vor der norwegischen Südküste, mit einer Ladung Grubenholz auf der Fahrt vom finnischen Veitsiluoto nach Grimsby in England, von dem deutschen U-Boot U 34 aufgebracht und wegen der Feindbestimmung der Ladung von einer Prisenbesatzung nach Kiel gebracht. Von dort ging das Schiff am 28. September nach Hamburg. Dort wurde es am 21. November an Leth & Co. zur Betreuung übergeben. Die Ladung wurde am 22. November vom Prisenhof Hamburg zur Verwendung an deutsche Interessenten freigegeben.
Das Schiff selbst wurde am 15. Dezember durch den Prisenhof an die Kriegsmarine bzw. den Admiral der Kriegsmarine-Dienststelle (KMD) Hamburg zur Verwendung freigegeben. Bereits am 21. Dezember erfolgte die Anweisung zum Umbau als getarntem Minenschiff bzw. Sonderschiff mit der Bezeichnung Schiff 11. Das Schiff wurde dann auf der Stülcken-Werft in Hamburg umgebaut und am 6. Februar 1940 als Schiff 11 in Dienst gestellt. Eine Gerüstkonstruktion auf Deck wurde als Holzladung getarnt und verdeckte die Minenladung. Am 2. März ging Schiff 11, unter Korvettenkapitän Rudolf Betzendahl, nach Cuxhaven, nahm dort eine Ladung Minen an Bord und verlegte, unter estnischer Flagge, am 9. März östlich von North Foreland, dem Ostende der Isle of Thanet, mehrere Minensperren mit insgesamt 144 Minen und 146 Sprengbojen.
Da das Unternehmen vom 9. März sehr erfolgreich gewesen war, sollte es kurz darauf wiederholt werden, was aber Betzendahl und seiner Besatzung mit der alten und überaus langsamen Hanonia nicht ratsam erschien. Sie requirierten daher, mit Zustimmung ihrer Vorgesetzten, am 18. März den in Hamburg liegenden Bananendampfer Ulm, der daraufhin bei Stülcken in nur vier Tagen ebenfalls zu einem getarnten Minenschiff umgebaut wurde.
Die Hanonia hingegen wurde wegen ihrer unzureichenden Geschwindigkeit von nur 6 Knoten am 24. März wieder außer Dienst gestellt und mit der neuen Bezeichnung Schiff 111 wieder in die Stücklenwerft verlegt. Dort übernahm das Schiff am 27. März die Minenausrüstung von Schiff 4 (ex Wandrahm) und wurde am 2. April noch auf der Werft für das Unternehmen Weserübung, die Besetzung Norwegens, als Schiff 111, unter Setzung der deutschen Handelsflagge, in Dienst gestellt. Am Morgen des 9. April erreichte das Schiff Bergen, wo nach dem Enttarnen sofort vier Minensperren vor dem Hafen gelegt wurden. Am 11. April lief das Schiff im Schneetreiben beim Werfen einer Minensperre im Sørfjord (Osterøy) auf einen Felsen, schlug leck und beschädigte seine Schraube. Es gelang der Besatzung jedoch noch, das Schiff in einer Bucht auf Strand zu setzen. Am nächsten Tag wurde das Leck abgedichtet und das Schiff ausgepumpt und nach Bergen gebracht. Noch am gleichen Tage wurde es wieder außer Dienst gestellt; die Besatzung und Ausrüstung wurden auf den alten norwegischen und von der Kriegsmarine am 9. April bei Bergen erbeuteten Minenleger Uller und das Vorpostenboot VP 221 versetzt.

## Verbleib
Schiff 111 wurde am 27. April 1940 vom Prisenhof Hamburg als Prise anerkannt und an die Hafenschutzflottille Bergen als Minenleger übergeben. Danach gibt es widersprüchliche Angaben zu seinem weiteren Schicksal. Laut Eintrag in der Verwendungsliste der Prisenschiffe für den 27. Juni 1940 war das Schiff auf eine Mine gelaufen und gesunken (Skl A VI 3740/40), und spätestens ab Anfang 1941 war Schiff 111 die Bezeichnung für die ehemalige norwegische Britt, die bei der Hafenschutzflottille Bergen diente. Anderseits heißt es aber auch, die Hanonia sei am 9. Juli 1942 als Minenlagerschiff vom Sperrzeugamt Bergen übernommen worden, so dass sie möglicherweise nicht gesunken oder zumindest wieder soweit flott gemacht worden war, dass sie noch als Lagerschiff zu gebrauchen war.